# Trygge Slot
Trygge Slot eller Virket Slot (mere sjældent Tryggelev Slot) er folkemundets benævnelse for en stor vikingetids- og middelalderborg på Falster. Museum Lolland-Falster foretog i 2016, 2020 og 2021 arkæologiske undersøgelser af voldanlægget ved Virket Sø (tidligere: Borre Sø, Burresø eller Borre Søe) ved byen Virket.

## Historie, undersøgelser og teorier
Trygge Slot beskrives i en præsteindberetning fra omkring år 1800 i hele det omfang, der senere i begyndelsen af det 21. århundrede er kommet under nærmere undersøgelse, men siden gik anlæggets fulde omfang mere eller mindre i glemmebogen. En af de første til på et videnskabeligt grundlag at foreslå og erkende, at Trygge Slot var identisk med falstringernes fælles virke eller en "folkeborg", som beskrevet af Saxo i forbindelse med året 1158, var kulturhistorikeren Jørgen Olrik tilbage i 1908. Dette efterlader altså Trygge Slot som en god kandidat til at være det fælles virke (publica monitio) for falstringerne som Saxo nævner. En anden nærliggende lokalitet bærer dog også navnet Falsters virke, men denne lokalitet er ikke identisk med Trygge Slot, selvom der muligvis godt kan vise sig at være en form for sammenhæng mellem de to anlæg. Disse volde i Hannenovskoven kan være et fremskudt forsvar af Trygge Slot eller noget helt tredje.
Trygge Slot ligger på grænsen mellem Falsters Søndre og Falsters Nørre Herred. Det formodes, at voldstedet med sine ca. 78.000 m2 og med en omkreds på ca. 1,5 kilometer muligvis udgør den største kendte befæstning fra vikingetiden, der kendes indenfor det nuværende Danmarks grænser.
Forsvarsanlægget ligger på en banke med flere naturlige forsvarselementer. Mod øst afgrænses banken af en 18 meter lodret skrænt ned til Virket Sø. Mod vest er banken afgrænset af et nu afdrænet sumpet vådområde. De arkæologiske undersøgelse viser, at mod syd og nord er der anlagt markante volde og grave, som har været forsynet med palisader. Trygge Slot er delt i to af en tværgående midtervold. Forsvarsværket har blandt andet fungeret som tilflugtsborg for Falsters befolkning fra yngre jernalder og frem til tidlig middelalder.
Nordvolden fremstår som en markant vold. Arkæologerne påviste i 2020, at den er menneskeskabt og udgør selve fæstningens nordlige afgrænsning. Med til anlægget må derfor også høre den imponerende adgangsrampe, der langs volden fører op til dennes østligste punkt, hvor indgangen formentligt var. I det relativt lille nordlige felt var der spor af store stolper, som måske har været del af en bulvægs-palisade, der befæstede voldkronen. Boreprøver viser, at volden her har en menneskeskabt højde på mindst fire til fem meter over oprindelig overflade.
Mellemvolden fremstår som et markskel, der på tværs deler Trygge Slot i to. Under udgravningerne i 2020 kunne arkæologerne påvise, at den er menneskeskabt. Den oprindelige højde vurderes til mere end 2,5-3  meter over daværende terræn. En lav voldgrav og rester af en stenpakning på den nordlige side af volden viser, at forsvaret var rettet mod nord. Også i denne vold fandtes spor af pæleværk, der kunne være del af en bulvægs-palisade.
Sydvolden har stået i en højde af 3-4 meter over nuværende terrænoverflade. Denne del af anlægget blev forstærket og forhøjet mindst fem gange i forsvarsanlæggets levetid. Brandlag og de mange faser i sydvolden tyder på, at borgen oftest var udsat for angreb der. Dele af voldopbygningslagene består af op til 30 centimeter tykke lag af brændt og knust lerklining. Altså vægge fra konstruktioner, der brændte, formentligt under et angreb. I forbindelse med genetablering af forsvarsanlægget og et ønske om en højere og kraftigere vold, genanvendte man de nedbrændte konstruktioner som byggemateriale til selve volden.
Datering: Kulstof 14-dateringer viser, at Trygge Slot har været i brug i vikingetiden og i den tidlige middelalder i perioden fra 800-tallet og op i 1200-tallet. Sydvolden har faser fra 892 og 1020 e.Kr. Nordvolden har byggefaser, der kan dateres mellem 1021 og 1158 e.Kr. og mellemvolden har byggefaser mellem år 770 og 894 e.Kr. Dermed var Trygge Slot fuldt udbygget i vikingetiden, men forsvarsanlægget er med stor sandsynlighed meget ældre, da der er tykke voldaflejringer under de daterede lag, som endnu ikke har kunnet dateres. Hvornår de første dele af Trygge Slot er opført er uvist, men de kan være så langt tilbage som 600-tallet.
Museum Lolland-Falster har gennemført arkæologiske udgravninger på Trygge Slot i 2016, 2020 sammen med Aarhus Universitet og 2021. Leder af undersøgelserne er arkæolog og borgforsker Leif Plith Lauritsen. Udgravningen i 2016 var koncentreret om sydvolden. Udgravningen i 2020 bekræftede, at både nordvolden og den mellemvold, som deler forsvarsværket i to dele er menneskeskabte. Udgravningen i 2021 testede anomalier fremkommet med dronebåret magnetometersystem af DTU Space.
Der knytter sig også forskellige sagn an til Trygge Slot.
Tilbage omkring ca. 1910 eller lidt før var der forslag fremme om, at placere det årlige grundlovsmøde på Midtfalster oppe på selve toppen af bakkekammen, "hvor den middelalderlige Borg, Trygge, har ligget".

## Fodnoter
1. ↑  Øst for Øresund finder man dog bl.a. Borren i Skåne (sv) nær Lindholmen, der er et voldsted hvis samlede areal anslås til omkring 90.900 m2.